# Фрагонар, Александр-Эварист
Алекса́ндр-Эвари́ст Фрагона́р (фр. Alexandre-Évariste Fragonard; 26 октября 1780, Грас, Прованс — Альпы — Лазурный Берег, Королевство Франция — 11 ноября 1850, Париж, Вторая Французская республика) — французский живописец, литограф и скульптор периода историзма, представитель стиля «трубадур». Сын Жана-Оноре Фрагонара.

## Биография
Александр-Эварист Фрагонар — младший ребёнок и единственный сын в семье выдающегося французского живописца Жана-Оноре Фрагонара и его супруги Мари-Анн (урождённой Жерар) — родился в октябре 1780 года в Грассе; искусству живописи он учился у отца и затем у Жака-Луи Давида, который однажды сказал о своём ученике: «в этой лампе есть масло».
Фрагонар Младший быстро достиг успехов как в живописи, так и в скульптуре. Наибольшую известность ему принесли портреты французских королей, а также другие картины на исторические сюжеты. По заказу Жозефа Дюфура Александр-Эварист Фрагонар нарисовал серию обоев «Месяцы» (Октябрь, Ноябрь, июнь, Сентябрь, Декабрь), хранящуюся в Музее декоративного искусства, ныне в составе музея Лувра в Париже.
В качестве скульптора он создал старый фронтон Палаты депутатов в Париже, памятник Пишегрю в 1829 году в Безансоне (разрушен), а также фонтан Марш-о-Кармель (1830), установленный ныне на площади Габриэль-Пьерне в Париже.
Художник скончался в Париже 10 ноября 1850 года, похоронен на кладбище Монмартр.

## Галерея

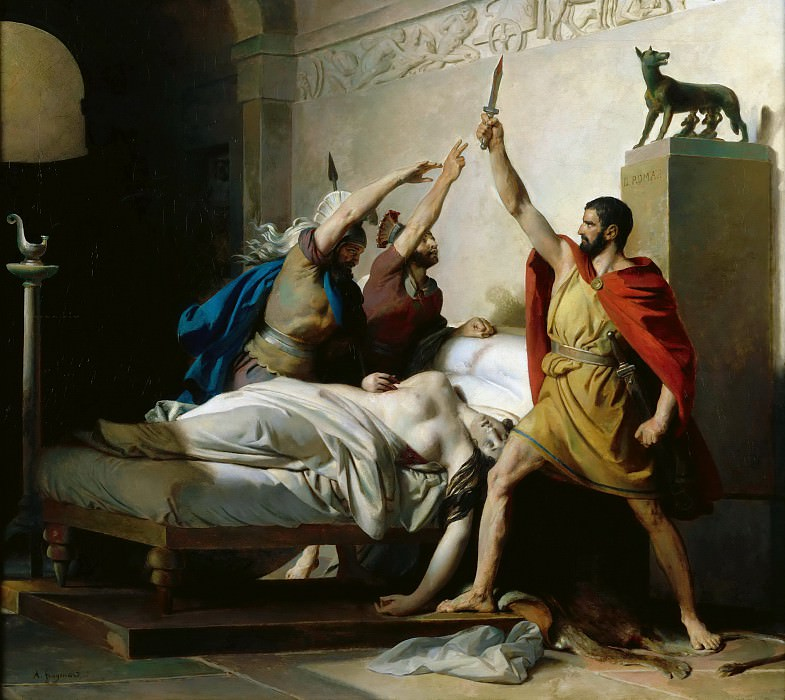
Клятва Брута или Смерть Лукреции. Ок. 1797. Холст, масло. Вилла Фрагонар, Грас
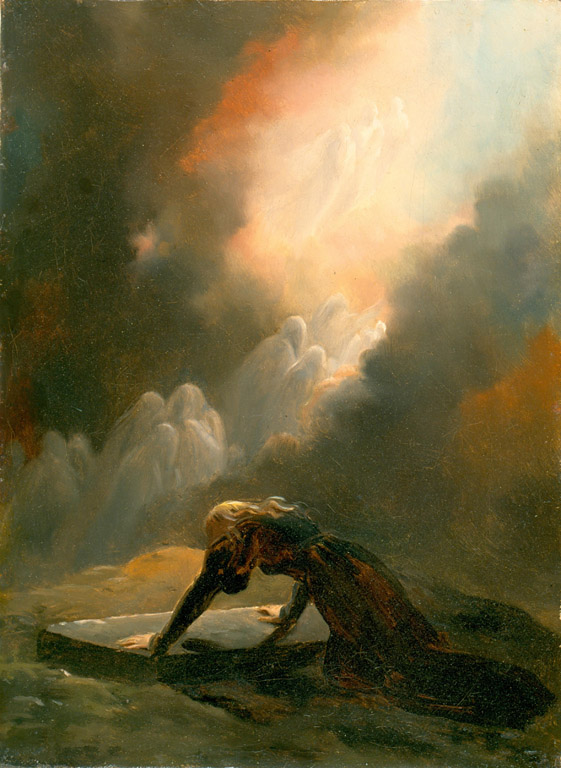
Брадаманта у гробницы Мерлина. Ок. 1820. Холст, масло. Музей искусств Хай, Атланта, Джорджия, США
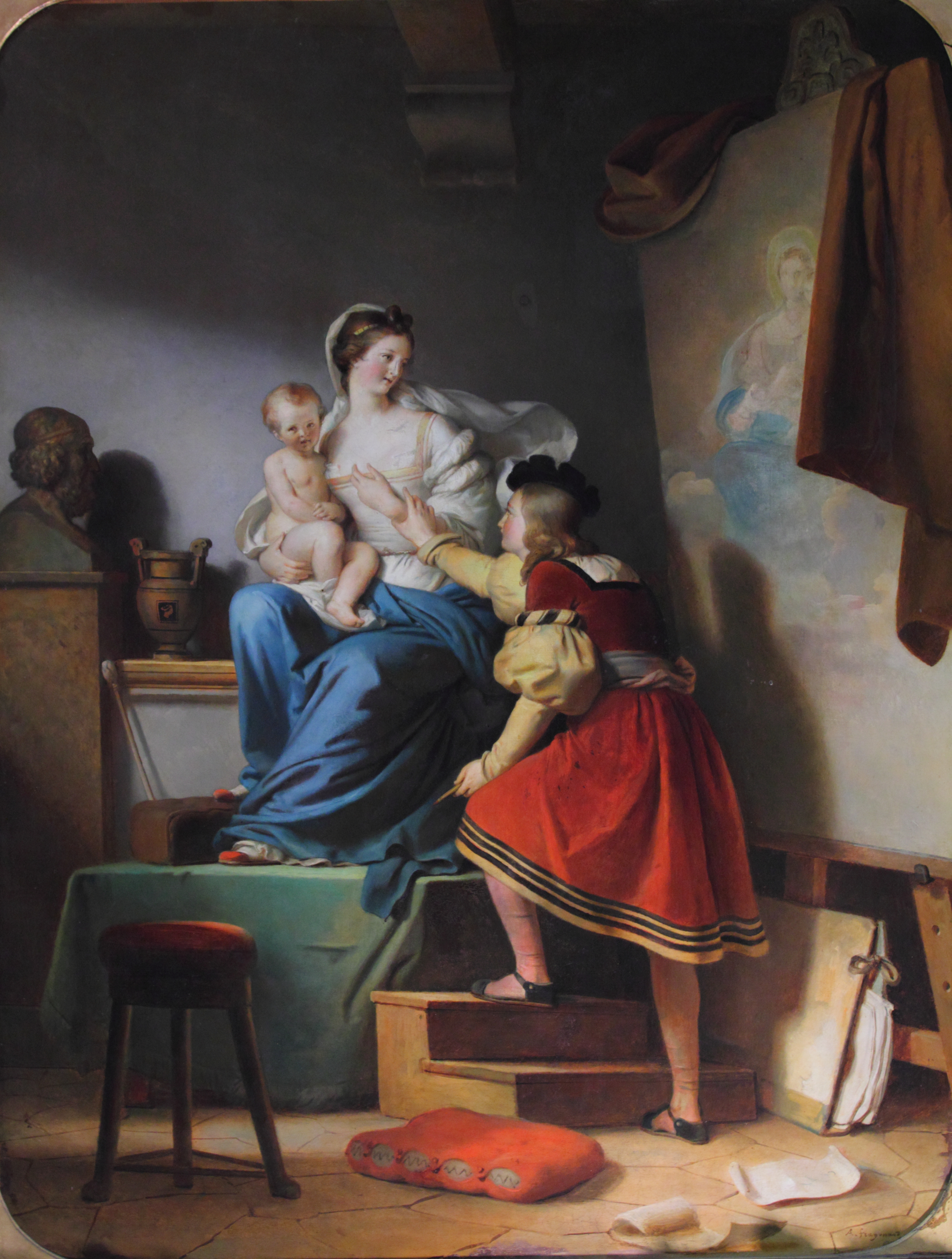
Рафаэль придаёт позу своей модели. Ок. 1820. Холст, масло. Вилла Фрагонар, Грас
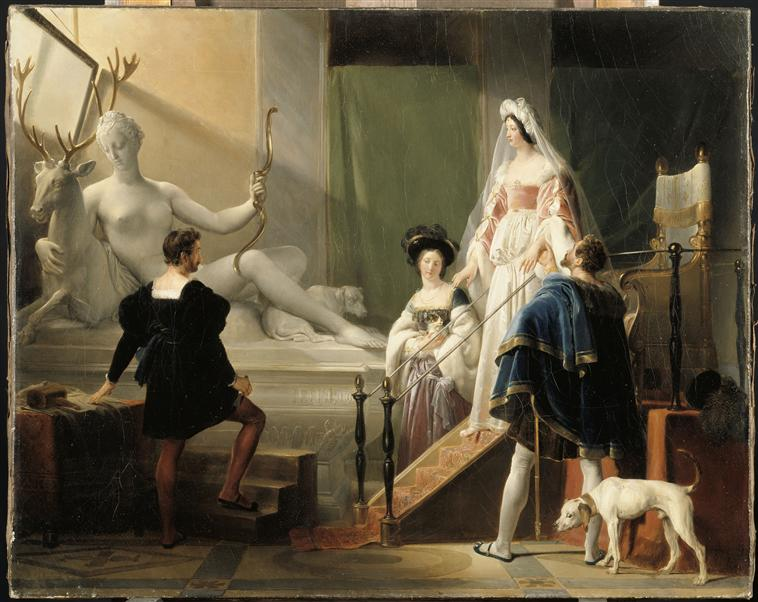
Диана де Пуатье в мастерской Жана Гужона. Холст, масло. Лувр, Париж
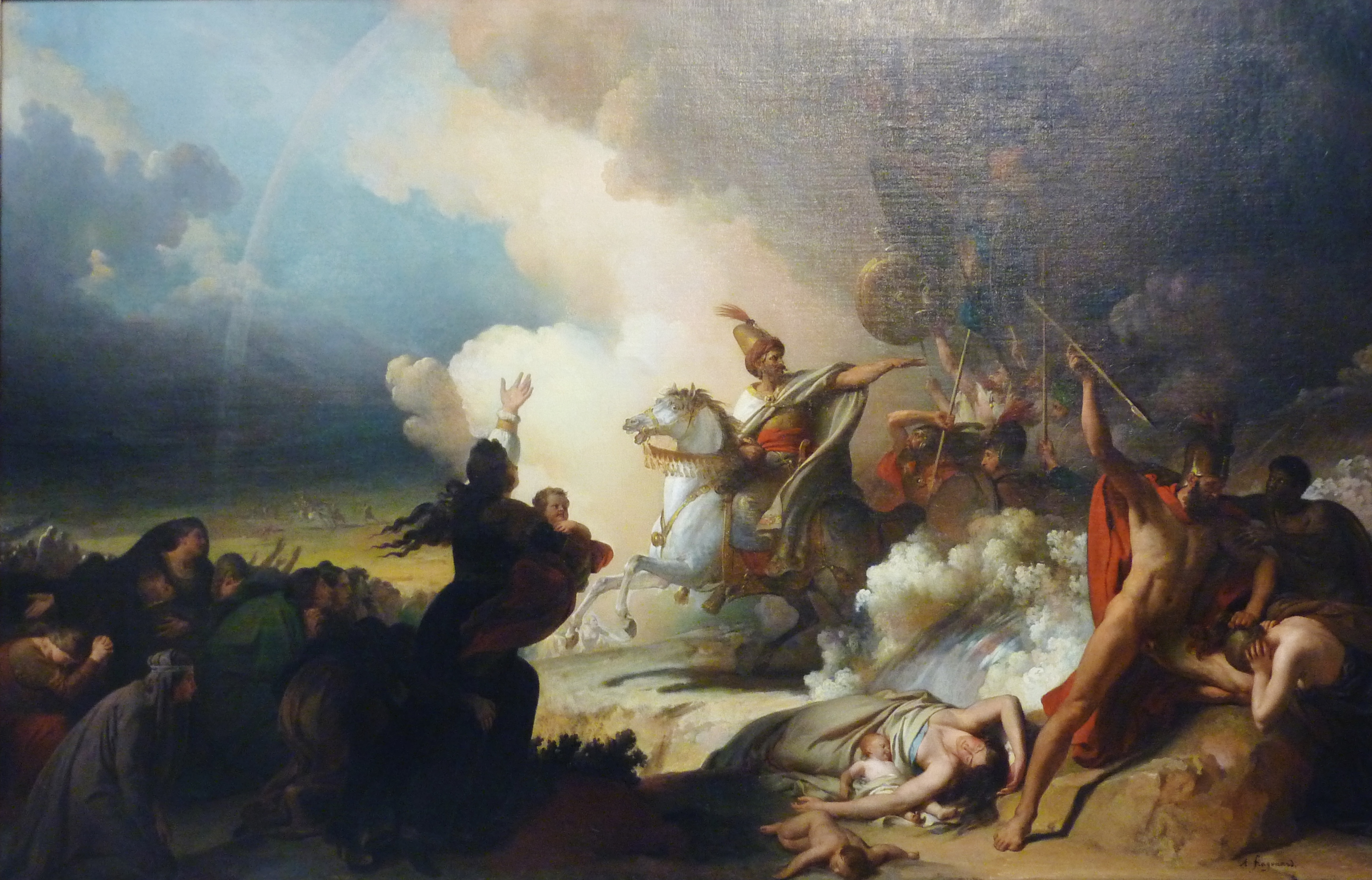
Саладин у стен Иерусалима. Между 1830 и 1850. Холст, масло. Музей изящных искусств, Кемпер, Бретань, Франция
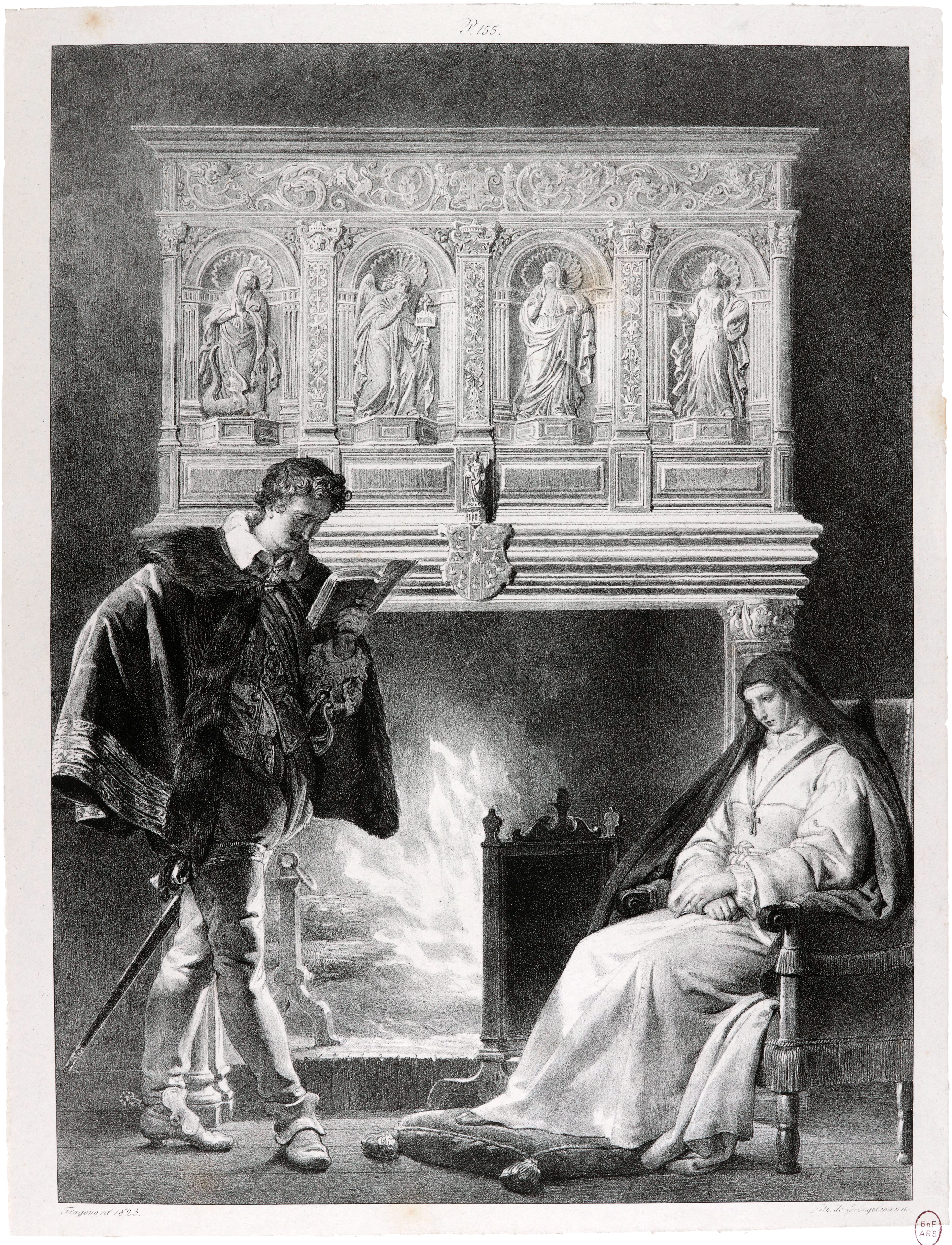
Г. Энгельман. Камин в комнате Гюйме д'Асси. Литография по оригиналу А.-Э. Фрагонара
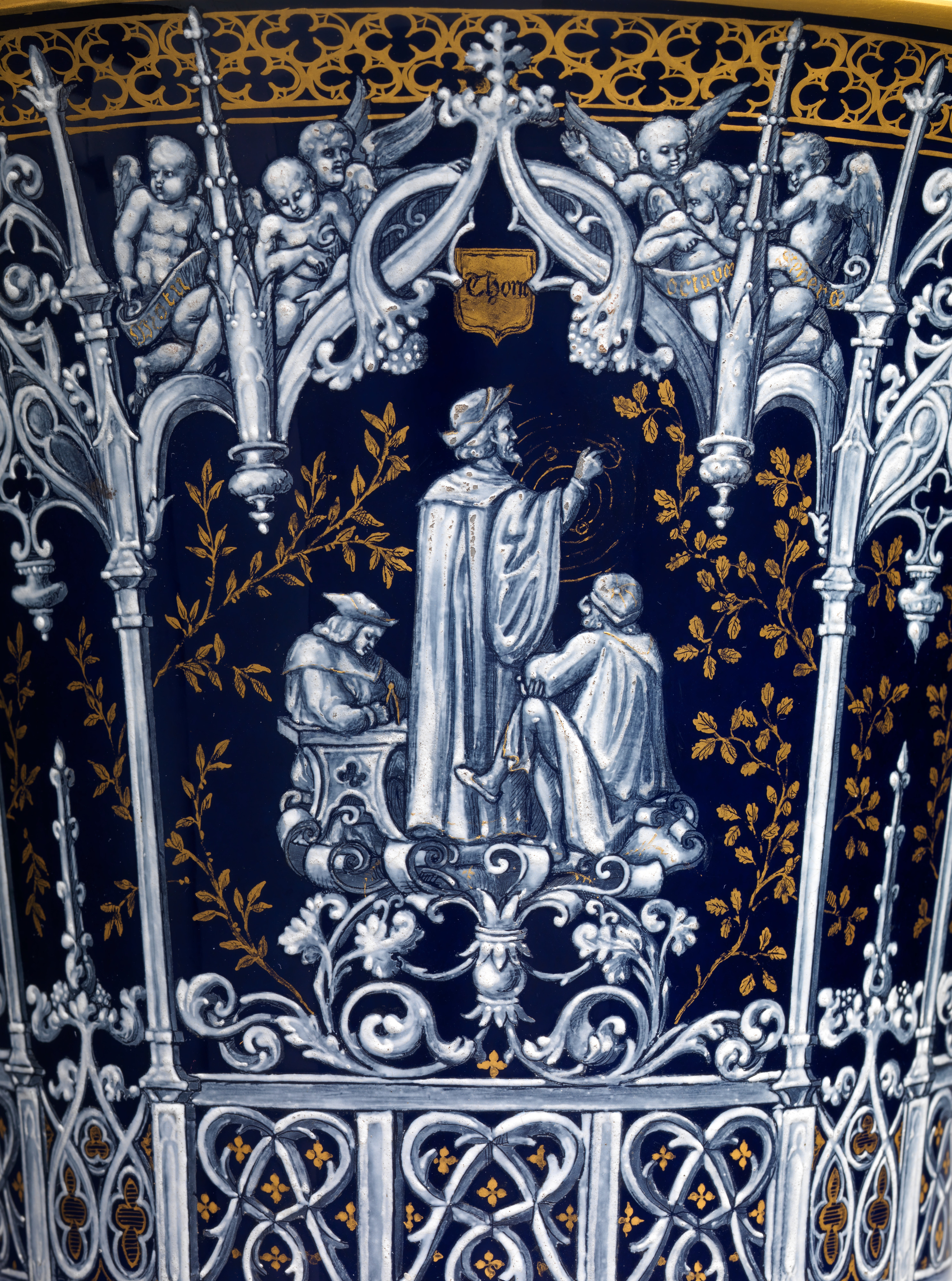
«Готическая» ваза «Фрагонар» (парная). Деталь. Севрская фарфоровая мануфактура